# 北区 (光州广域市)
北区（：／ Buk gu */?）是韩国光州广域市的一个区。总面积21.75km2，总人口463,333人（2007年4月末）。境内大学有全南大学、光州教育大学等。

## 行政区划
北区分为26个行政洞(41个法定洞)。
洞（行政洞）
- 中興1-3洞
- 中央洞
- 林洞
- 新安洞
- 龍鳳洞
- 雲岩1-3洞
- 東林洞
- 牛山洞
- 豐郷洞
- 文化洞
- 文興1-2洞
- 斗岩1-3洞
- 三角洞
- 日谷洞
- 梅谷洞
- 梧峙1-2洞
- 建国洞
- 鳩岩洞
- 観音洞
- 邑内洞

## 交通

### 鐵路
韓國鐵道公社
- 光州線：光州站

光州都市鐵道公社
- ●光州都市铁道1号线：錦南路5街站